# فابین استویانوف
فابین استویانوف (انگلیسی: Fabián Estoyanoff؛ زادهٔ ۲۷ سپتامبر ۱۹۸۲) یک بازیکن فوتبال اهل اروگوئه است.
از باشگاه‌هایی که در آن بازی کرده‌است می‌توان به والنسیا، باشگاه فوتبال پنارول، دپورتیوو لاکرونیا، و رئال وایادولید اشاره کرد.
وی همچنین در تیم ملی فوتبال اروگوئه بازی کرده است.